# (184) Dejopeja
(184) Dejopeja – planetoida z grupy pasa głównego asteroid okrążająca Słońce w ciągu 5 lat i 249 dni w średniej odległości 3,18 j.a. Została odkryta 28 lutego 1878 w Austrian Naval Observatory (Pula, półwysep Istria) przez Johanna Palisę. Nazwa planetoidy pochodzi od nimfy w mitologii rzymskiej Deiopaei.